# Jennifer Prediger
Pour les articles homonymes, voir Jennifer et Prediger.
Jennifer Prediger est une actrice, réalisatrice, scénariste et productrice américaine.

## Filmographie

### Actrice
- 2011 : Uncle Kent : Kate
- 2012 : Richard's Wedding : Alex
- 2012 : Red Flag : River
- 2013 : A Teacher : Sophia
- 2013 : The Sleepy Man (court métrage) : l'opératrice téléphonique (voix)
- 2013 : If You're F*Cking, You're F*Cking (court métrage) : la fille en couple
- 2013 : Pollywogs : Jullie
- 2013 : The Foxy Merkins : Ashley, la petite amie de Margaret
- 2013 : Life of Crime : l'assistante du Marshall
- 2013 : Ego Death (court métrage)
- 2014 : Apartment Troubles : Olivia
- 2014 : Eight Circuit Model (court métrage) : Chlorine
- 2015 : Valedictorian : Sandra
- 2015 : The Strange Eyes of Dr. Myes : doctoresse Linda Wiley
- 2015 : Uncle Kent 2 : Jenny
- 2015 : 7 Chinese Brothers : la femme aux lunettes
- 2015 : Abby Singer/Songwriter
- 2015 : Devil Town : Carol Humphrey
- 2015 : Applesauce : Kate
- 2016 : First Girl I Loved : Heather Wiggins
- 2016 : Slash : la femme extraterrestre
- 2016 : Rainbow Time : Sarah
- 2016 : The Day Before the Wedding (court métrage) : Jewel
- 2015 : High Phantom Playback (court métrage) : Miss Maven
- 2016 : Living Room Coffin : Iris Hawthorn
- 2016 : Fits and Starts : Shopper
- 2017 : Infinity Baby : Lydia
- 2017 : Newly Single : Emily

### Scénariste
- 2013 : Pollywogs
- 2014 : Apartment Troubles
- 2016 : Get Well Soon (court métrage)

### Réalisatrice
- 2014 : Apartment Troubles
- 2016 : Get Well Soon (court métrage)

### Productrice
- 2013 : Life of Crime